# Mark J. Ablowitz
Mark Jay Ablowitz (* 5. Juni 1945 in New York City) ist ein US-amerikanischer angewandter Mathematiker, der sich mit Solitonen befasst.

## Leben
Ablowitz studierte an der University of Rochester (Bachelor-Abschluss 1967) und wurde 1971 am Massachusetts Institute of Technology bei David Benney promoviert (Non-Linear Dispersive Waves and Multiphase Modes). Von 1967 bis 1971 war er Teaching Assistant am MIT. Ab 1971 war er zunächst Assistant Professor, 1975 Associate Professor und 1976 Professor an der Clarkson University. 1979 bis 1985 war er dort Vorstand der Mathematikfakultät und 1985 bis 1989 Dekan. Ab 1989 war er Professor an der University of Colorado in Boulder und bis 2000 dort Leiter der Abteilung Angewandte Mathematik.
1977/78 und 1984 war er Gastprofessor für Angewandte Mathematik an der Princeton University und 1984 Austauschwissenschaftler der National Academy of Sciences in der Sowjetunion. Schon 1979 war er Ko-Direktor des gemeinsamen Symposiums über Solitonentheorie der US-amerikanischen und sowjetischen Akademien der Wissenschaften. 1985 war er Gastwissenschaftler am Institute of Theoretical Physics der University of California, Santa Barbara.
Von 1975 bis 1977 war er Sloan Research Fellow und 1984 Guggenheim Fellow. Er ist Fellow der American Mathematical Society. 1976 erhielt er den Clarkson Graham Research Award. Von 1976 bis 1979 war er Mitherausgeber des Journal of Mathematical Physics.
Er ist seit 1968 verheiratet und hat drei Kinder.

## Werk
Er befasst sich insbesondere mit der Inversen Streutransformation (Inverse Scattering Transform, IST), einer grundlegenden Lösungsmethode bestimmter nichtlinearer partieller Differentialgleichung (in ein oder zwei räumlichen Dimensionen, zum Beispiel skalare und vektorielle nichtlineare Schrödingergleichungen), die vom Konzept her ähnlich der Fouriertransformation im linearen Fall ist, wie Ablowitz mit Harvey Segur, David J. Kaup, Alan C. Newell in einem Aufsatz 1974 schrieben, in der sie auch den Begriff Inverse Streutransformation prägten, die ursprünglich von Robert Miura, Martin Kruskal, Clifford Gardner und John Greene 1967 veröffentlicht wurde. In dem Aufsatz führten sie auch AKPS-Systeme ein (benannt nach den Anfangsbuchstaben der Autoren), ein System zweier gekoppelter partieller, exakt lösbarer  Differentialgleichungen im Komplexen, mit denen sich zum Beispiel die nichtlineare Schrödingergleichung behandeln lässt.
Eine nach ihm, A. Ramani und Harvey Segur benannte Vermutung besagt, dass nichtlineare partielle Differentialgleichungen nur dann durch die IST lösbar sind, falls die aus ihnen durch Reduktion abgeleiteten gewöhnlichen Differentialgleichungen die Painlevé-Eigenschaft haben. Mit anderen zeigte er, dass die selbstdualen Yang-Mills-Gleichungen, die eine zentrale Rolle in der Theorie integrabler Systeme spielen, nach Reduktion nicht nur die meisten der bekannten Solitonengleichungen liefern, sondern auch nichtlineare Differentialgleichungen, die Jean Chazy 1909 untersuchte und die auch Verbindungen Untersuchungen von S. Ramanujan (1916) haben.
Ablowitz forscht auch viel über Anwendungen von Solitonen in der Optik und Quantenoptik (Dynamik ultrakurzer Pulse in modengekoppelten Lasern, Kommunikation in optischen Fasern mit sehr hoher Bitrate, nichtlineare optische Wellenleiter). Weiter forschte er über dispersive Stosswellen (DSW, dispersive shock waves) und Wasserwellen.

## Schriften
- mit Harvey Segur: Solitons and the Inverse Scattering Transform, SIAM Studies in Applied Mathematics, 1981
- Herausgeber mit B. Fuchssteiner, Martin Kruskal Topics in Soliton Theory and Exactly Solvable Nonlinear Equations, World Scientific 1987
- mit P. A. Clarkson Solitons, Nonlinear Evolution Equations and Inverse Scattering, London Mathematical Society Lecture Notes Series, Band 149, Cambridge University Press 1991
- mit Athanassios S. Fokas Complex Variables: Introduction and Applications, Cambridge University Press, 1997
- mit M. Boiti, F. Pempinelli, B. Prinari: Nonlinear Physics: Theory and Experiment. II, World Scientific 2003
- mit B. Prinari, A. D. Trubatch Discrete and Continuous Nonlinear Schrödinger Systems, Cambridge University Press, 2004
- Nonlinear dispersive waves: Asymptotic Analysis and Solitons, Cambridge University Press 2011
- mit Kaup, Newell, Segur: The inverse scattering transform-Fourier analysis for nonlinear problems, Stud. Appl. Math., Band 53, 1974, S. 249–315
- mit D.J. Kaup, A.C. Newell, H. Segur: Method for Solving the Sine-Gordon Equation, Phys. Rev. Lett., Band 30, 1973, S. 1262–1264